# Santiago Niltepec
Santiago Niltepec è un comune del Messico, situato nello stato di Oaxaca.